# 守口市立寺方小学校
守口市立寺方小学校（もりぐちしりつ てらかた しょうがっこう）は、大阪府守口市にあった公立小学校。

## 概要
守口市の南部に位置していた。1951年、守口市立三郷小学校からの分離新設により開校した。守口市立南小学校との統合により2018年に閉校し、統合校である守口市立寺方南小学校が新たに開校した。

## 沿革
守口市立三郷小学校から分離する形で1951年に開校した。開校日である7月2日が創立記念日となっている。
1965年には守口市立錦小学校、1967年には守口市立南小学校をそれぞれ分離している。1972年には三郷小学校内に寺方小学校分校を設置したのち、1976年に錦小学校へ移管した。
児童数の減少などに伴い、2018年に南小学校と統合し、守口市立寺方南小学校となった。

### 年表
- 1951年7月2日 - 守口市立寺方小学校として守口市立三郷小学校から分離開校。
- 1965年 - 守口市立錦小学校を分離。
- 1967年 - 守口市立南小学校を分離。
- 1972年 - 分校を設置。
- 1976年 - 分校の設置替えにより錦小学校分校となる。
- 2018年 - 閉校。南小学校と統合し守口市立寺方南小学校が開校。

## 通学区域
- 守口市 西郷通3丁目・4丁目（それぞれ一部）、高瀬町3丁目 - 5丁目、東光町3丁目、寺方元町1丁目 - 4丁目、寺方本通1丁目・2丁目（それぞれ一部）、寺方錦通1丁目（一部）、馬場町2丁目・3丁目、南寺方北通1丁目・2丁目、松下町[6]。
  - 卒業生は守口市立樟風中学校に進学していた。

## 交通
- 京阪本線 守口市駅 南へ約1km。